# Сплитська
Сплитська (хорв. Splitska) — населений пункт у Хорватії, в Сплітсько-Далматинській жупанії у складі міста Супетар.

## Населення
Населення за даними перепису 2011 року становило 368 осіб.
Динаміка чисельності населення поселення:

## Клімат
Середня річна температура становить 14,81 °C, середня максимальна – 27,49 °C, а середня мінімальна – 2,45 °C. Середня річна кількість опадів – 793 мм.
| Клімат поселення                              | Клімат поселення | Клімат поселення | Клімат поселення | Клімат поселення | Клімат поселення | Клімат поселення | Клімат поселення | Клімат поселення | Клімат поселення | Клімат поселення | Клімат поселення | Клімат поселення | Клімат поселення |
| Показник                                      | Січ.             | Лют.             | Бер.             | Квіт.            | Трав.            | Черв.            | Лип.             | Серп.            | Вер.             | Жовт.            | Лист.            | Груд.            |                  |
| Середній максимум, °C                         | 10,57            | 10,64            | 13,27            | 16,87            | 21,98            | 25,90            | 27,49            | 27,36            | 22,48            | 18,11            | 13,30            | 10,11            |                  |
| Середня температура, °C                       | 6,50             | 6,59             | 9,21             | 12,80            | 17,92            | 21,84            | 24,82            | 24,70            | 19,83            | 15,45            | 10,64            | 7,46             |                  |
| Середній мінімум, °C                          | 2,45             | 2,52             | 5,16             | 8,74             | 13,87            | 17,77            | 22,17            | 22,04            | 17,16            | 12,80            | 7,97             | 4,80             |                  |
| Норма опадів, мм                              | 74               | 61               | 68               | 65               | 54               | 46               | 30               | 46               | 67               | 87               | 104              | 91               |                  |
| Середньомісячна швидкість вітру, м/с          | 3.41             | 3.69             | 3.74             | 3.43             | 3.01             | 2.73             | 2.78             | 2.61             | 2.96             | 3.12             | 3.86             | 3.82             |                  |
| Середньомісячна сонячна радіація, кДж/м²·день | 5631             | 8391             | 12033            | 16550            | 20486            | 23117            | 24910            | 21852            | 16279            | 10601            | 6064             | 4750             |                  |
| --------------------------------------------- | ---------------- | ---------------- | ---------------- | ---------------- | ---------------- | ---------------- | ---------------- | ---------------- | ---------------- | ---------------- | ---------------- | ---------------- | ---------------- |
| Джерело:                                      |                  |                  |                  |                  |                  |                  |                  |                  |                  |                  |                  |                  |                  |